# پرگامون

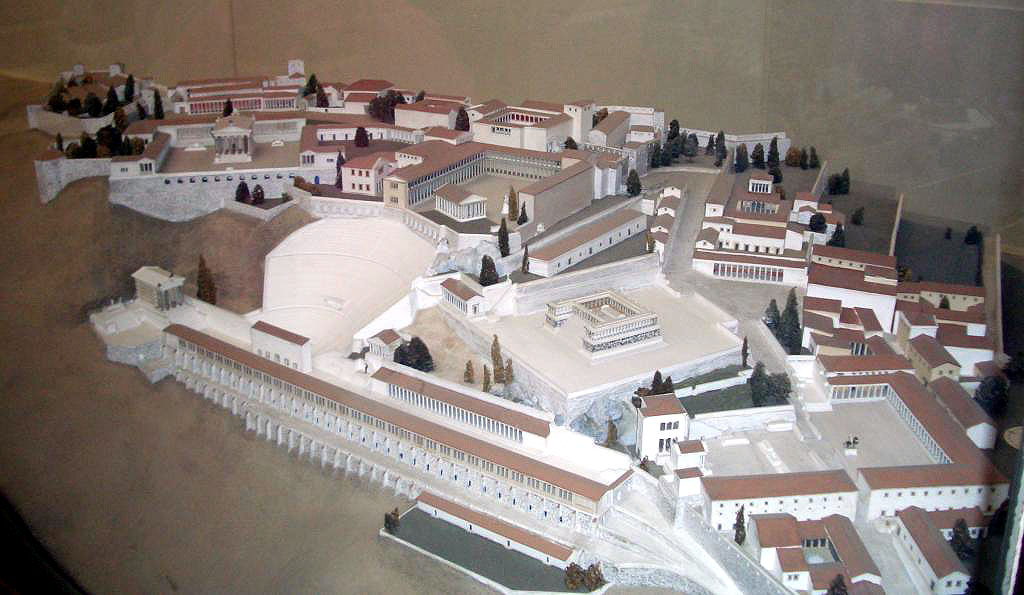
ماکت شهر پرگامون

پرگامون (پرگامه، پرگاموم و پرغامه هم نوشته شده) (به یونانی: Πέργαμος، تلفظ: پـِرگاموس) شهری از یونان باستان بود که در شمال باختری آناتولی قرار داشت. این نام دیگر "تروا" همان شهر اسطوره های ایلایاد و ادیسه، نوشته هومر است.
این ناحیه طی دوران هخامنشی چندین بار میان ایرانیان و یونانیان دست به دست شد و با توجه به بافت فرهنگی یونانی اش نهایتا همواره جزوی از یونان تلفی میشد. طی دوران آنیتوخوس یکم سرزمین های یونانی با حمله گسترده قوم سلتی مواجه شدند. این اتفاق اندکی پس از به قتل رسیدن سلوکوس فاتح توسط بطلمیوس کرانوس رخ داد. در همین هنگامه یکی از حاکمان شهر پرگامون کسی بود که با مذاکره پیکر سلوکوس را به بهای بسیار گزافی از بطلمیوس کرانوس خریده و برای تدفین تحویل آنتیوخوس یکم داد. کرانوس در نبرد با سلت ها کشته شد و آنتیوخوس هم مجبور شد به جای انتقام به مقابله با آنها برود و به همین دلیل لقب "سوتر" یا ناجی گرفت. پادشاهی پرگامون درست در گیر و دار همین وقایع شکل گرفت. بعد تر ، پس از مرگ آنیتوخوس دوم تئوس، هنگامی که میان شاهزادگان سلوکی جنگ داخلی در گرفت، پادشاه پرگامون آتالوس یکم که پسرخانه سلوکوس دوم هم بود، از شورش هایراکس حمایت کرده و بنیان های دولت پرگامون را استوار ساخت. این حکومت تا ورود روم باقی ماند.
این شهر باستانی پایتخت امپراتوری پرگامن و زادگاه جالینوس طبیب می‌باشد. این شهر در کاوش‌های باستان‌شناسی در ردیف یکی از غنی‌ترین شهرهای تاریخی قرار گرفته است. شهر پرگامون پس از اسکندریه دومین کتابخانهٔ بزرگ جهان یونان باستان را داشت. فیله ترخزانه دار لیزیماک درشهر پرگام از خزانهٔ شخصی وی محافظت می‌کرد. شهر امروزیِ برگاما در ترکیه در نزدیکی ویرانه‌های پرگامون قرار دارد.